# Pasiáns

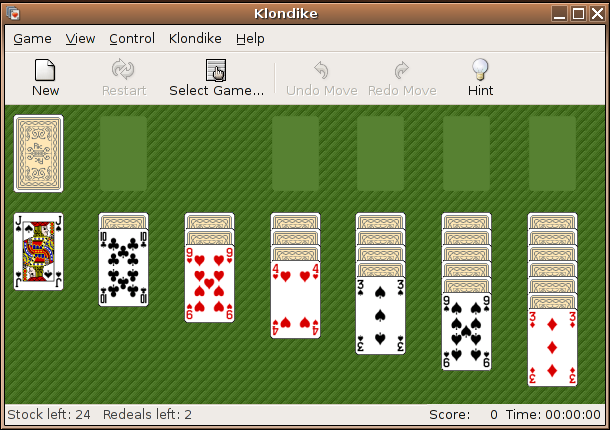
Pasiáns na počítači.

Pasiáns (v překladu z francouzštiny trpělivost) je karetní hra, kterou hraje zpravidla jediný hráč sám se sebou. Existují ale i varianty pro více hráčů. Pasiáns může představovat příjemné trávení volného času, slouží i k meditaci, tréninku pozornosti, paměti apod. V USA se pro podobné hry používá výraz Solitaire (Solitér – samotář).
Pasiáns se hraje tak, že se na stůl vykládají karty obrázkem nahoru a podle určitých pravidel se třídí, přesunují, seskupují nebo odebírají. Existuje nepřeberné množství různých variant a některé jsou i počítačovými hrami. Ty jsou často velmi populární.

## Historie
Jednotlivé první hry Patience (český fonetický přepis je pasiáns) vznikaly zřejmě ve Francii v 17. století u dvora a přičiněním nudících se politických vězňů. Hraním pasiánsových her byl známý i císař Napoleon I.či královna Marie Antoinetta. Klasická Solitér hra je také známá jako Klondike Solitér. Tato hra existuje již po dlouhou dobu, a ačkoliv byla původně hrána použitím reálného balíčku karet, mnoho lidí si ji bude pamatovat jako klasickou počítačovou hru.
Masové popularity se pasiánsové hry dočkaly s příchodem operačního systému Windows od společnosti Microsoft. Varianta Klondike byla zahrnuta v základní verzi Windows od verze 3.0, která vyšla v roce 1990. Solitaire tehdy fungoval hlavně jako výukový program, který měl uživatele naučit manipulovat s myší a naučit je manévry jako "táhni a pusť" nebo dvojklik.
Od verze Windows 8 není Solitaire, ani jeho varianty, zahrnuta v základní verzi, ale Microsoft vydal aplikaci Microsoft Solitaire Collection, která funguje jak pro stolní počítače, tak jako mobilní aplikace.

## Pasiánsové karty
Obvykle se pro pasiáns používají dvě sady žolíkových karet odvozeným z rummy karet. Karty se řadí podle hodnot od esa (A) po krále. Žolíci se většinou nepoužívají. Kompletní sestava obsahuje 108 listů, z nichž jsou čtyři Jokerové, využitelní jen ke speciálnímu druhu hry. Oproti žolíkovým, rummy kartám mají menší rozměr (44×67 mm), aby se lépe vykládaly na stůl. Mají čtyři barvy – srdce, kára, piky a kříže, každá z nich má sekvenci 13 listů: 2, 3, 4, 5, 6, 7, 8, 9, 10, J, Q, K a A.

## Příklady pasiánsových her
- Královská
- Blokáda
- Obrazová galerie
- Dáma z Paříže
- Sedm kombinací
- Bakerův solitér
- Hra Marie Antoinetty [6]

## Pasiáns pro dva hráče
- Já a ty
- Koncentrace
- Golfová[7]